# Karmnik bezpłatkowy
Karmnik bezpłatkowy (Sagina apetala Ard.) – gatunek rośliny z rodziny goździkowatych (Caryophyllaceae Juss.). Występuje w Afryce, Australii, Nowej Zelandii, Europie i Ameryce Północnej. W Polsce występuje w zachodniej części kraju, głównie na Dolnym Śląsku, gdzie jest znany z 9 stanowisk położonych w okolicach miejscowości: Głuchów Górny, Taczów, Wysoki Kościół, Jagodzin, Niemstów, Czernikowice, Górzyn, Kłobuczyn i Lipinki Łużyckie. Po roku 1990 nie był notowany.

## Morfologia
Łodyga5-10 cm wysokości, cienka, rozgałęziona.
LiścieZrosłe u nasady, naprzeciwległe, równowąskie, nagie.
KwiatyPojedynczo w kątach liści, czterokrotne. Działki podługowate, zaostrzone na szczycie. gruczołowato owłosione. Płatki białe, krótsze od działek.
OwoceTorebki.

## Biologia i ekologia
- Roślina jednoroczna. Kwitnie od maja do września. Liczba chromosomów 2n=12.
- Porasta pola uprawne, nieużytki, otoczenia stawów, jezior i rowów.

## Zagrożenia i ochrona
Gatunek umieszczony w Polskiej Czerwonej Księdze Roślin (2001) w kategorii VU (narażony). W Wydaniu z 2014 roku otrzymał kategorię CR (krytycznie zagrożony). Tę samą kategorię posiada na polskiej czerwonej liście.